# Charles-Joseph Bouchard
Charles-Joseph Bouchard, född 6 september 1837 i Montier-en-Der, departementetet Haute-Marne, död 28 oktober 1915 i Sainte-Foy-lès-Lyon, departementet Rhône, var en fransk läkare.
Bouchard blev 1866 medicine doktor i Paris, 1869 extra ordinarie och 1879 ordinarie professor vid medicinska fakulteten i Paris. Han blev 1887 ledamot av Institut de France, 1894 ledamot av Vetenskapssocieteten i Uppsala och 1896 ledamot av Vetenskapsakademien i Stockholm. 
Förutom många smärre avhandlingar författade han bland annat Recherches nouvelles sur la pellagre (1862), Les maladies par ralentissement de la nutrition (föreläsningar, utgiven av Frémy 1882) och L'autointoxication dans les maladies (1887). Han medverkade även i redaktionen för de stora samlingsverken "Traité de médecine" (1891–1893) och "Traité de pathologie" (1895) samt var även en av utgivarna av "Journal de physiologie et de pathologie générale".